# Le Bataillon perdu (téléfilm)
Pour les articles homonymes, voir Bataillon perdu (homonymie).
Pour plus de détails, voir Fiche technique et Distribution.
Le Bataillon perdu (The Lost Battalion) est un téléfilm américain réalisé par Russell Mulcahy, diffusé en 2001 sur la chaîne A&E.
Produit par Russell Mulcahy, écrit par James Carabatsos, avec Rick Schroder dans le rôle du major Charles Whittlesey, ce téléfilm a été tourné au Luxembourg.

## Synopsis
En 1918, au cours de la Première Guerre mondiale, environ 550 militaires du 308e bataillon de la 77e division de l'armée de terre des États-Unis, commandé par Charles White Whittlesey, se retrouvent submergés par les forces allemandes dans la forêt d'Argonne durant l'offensive Meuse-Argonne.

## Fiche technique
Sauf indication contraire, les informations mentionnées dans cette section peuvent être confirmées par la base de données cinématographiques IMDb,  présente dans la section « Liens externes ».
- Titre original : The Lost Battalion
- Titre français : Le Bataillon perdu
- Réalisation : Russell Mulcahy
- Scénario : James Carabatsos
- Décors : Roy Forge Smith
- Costumes : Cynthia Dumont
- Photographie : Jonathan Freeman
- Montage : William B. Stich
- Musique : Richard Marvin
- Production : Avi Levy, Tom Reeve et Romain Schroeder

Producteurs délégués : David Gerber et Michael Weisbarth
- Sociétés de production : A&E Television Networks, David Gerber Productions, Fox Television Network, Luxembourg Film Fund et The Carousel Picture Company
- Sociétés de distribution : A&E Television Networks (États-Unis)
- Budget : n/a
- Pays d'origine :  États-Unis
- Langue originale : anglais
- Format : couleur -
- Genre : guerre
- Durée : 92 minutes
- Dates de sortie[1] :
  -  États-Unis : 2 décembre 2001 (1re diffusion TV)
  -  France : mars 2013

## Distribution
- Rick Schroder : le major Charles White Whittlesey
- Phil McKee : le capitaine George G. McMurtry
- Jamie Harris : le sergent Gaedeke
- Jay Rodan : le lieutenant Leak
- Adam James (en) : le capitaine Nelson M. Holderman
- Daniel Caltagirone : Philip Cepaglia
- Michael Goldstrom : Jacob Rosen
- André Vippolis : Frank Lipasti
- Rhys Miles Thomas : Bob Yoder
- Arthur Kremer : Abraham Krotoshinsky
- Adam Kotz : le colonel Johnson
- Justin Scot : Omer Richards
- Anthony Azizi (de) : Nat Henchman
- George Calil (en) : Lowell R. Hollingshead
- Wolf Kahler : le général Von Sybel
- Joachim Paul Assböck : le major Heinrich Prinz
- Michael Brandon : le major-général Robert Alexander
- Hugh Fraser : le général DeCoppet

## Production
Il s'agit d'un remake d'un film américain de Burton L. King sorti en 1919 intitulé The Lost Battalion.
Le tournage a lieu au Luxembourg.